# 買収国電
買収国電（ばいしゅうこくでん）とは、日本の国有鉄道（鉄道省→運輸通信省）に買収され、国有鉄道籍に編入された私鉄電車（国電）の総称である。国有鉄道の「省電」に対し「社形電車」とも呼ばれている。

## 概要
一般に、1936年（昭和11年）の広浜鉄道（現・可部線）から1944年（昭和19年）の宮城電気鉄道（現・仙石線）までの間に国有化された電車群を指す。
なお、1933年（昭和8年）に国有化された両備鉄道（現・福塩線）は、電化されていたものの電気機関車が客車を牽引する形態で列車が運転され、1943年（昭和18年）に国有化された北海道鉄道も定山渓鉄道線からの乗り入れのため1駅区間のみ電化されていたものの、自社では電車を保有しなかったため、ともに買収国電は存在しない。また、私鉄を買収して国有化されたという観点からは1906年（明治39年）に鉄道国有法により買収された甲武鉄道の二軸電車群も「買収国電」といえるが、一般にはこれを含めないことが多い。

## 買収国電を保有した鉄道事業者
国有化の際に電車を保有し、これが国有鉄道に編入されたのは前述の甲武鉄道を除いて次の14社336両である。富士身延鉄道までの3社については、地元の要望や鉄道敷設法の予定線となっているものであったが、宇部鉄道以降の11社は太平洋戦争の遂行のために必要とされた戦時買収と呼ばれるものである。
- 広浜鉄道（可部線） - 1936年（昭和11年）9月1日国有化 - 3形式9両
- 信濃鉄道（大糸南線）- 1937年（昭和12年）6月1日国有化 - 3形式10両
- 富士身延鉄道（身延線）- 1941年（昭和16年）5月1日国有化 - 7形式27両
- 宇部鉄道（宇部線・小野田線） - 1943年（昭和18年）5月1日国有化 - 9形式16両
- 富山地方鉄道富岩線[注釈 2]（富山港線） - 1943年（昭和18年）6月1日国有化 - 2形式4両
- 鶴見臨港鉄道（鶴見線） - 1943年（昭和18年）7月1日国有化 - 12形式41両
- 豊川鉄道（飯田線） - 1943年（昭和18年）8月1日国有化 - 7形式20両
- 鳳来寺鉄道（飯田線） - 1943年（昭和18年）8月1日国有化 - 2形式2両
- 三信鉄道（飯田線） - 1943年（昭和18年）8月1日国有化 - 2形式9両
- 伊那電気鉄道（飯田線） - 1943年（昭和18年）8月1日国有化 - 10形式29両
- 南武鉄道（南武線） - 1944年（昭和19年）4月1日国有化 - 7形式41両
- 青梅電気鉄道（青梅線） - 1944年（昭和19年）4月1日国有化 - 8形式24両
- 南海鉄道山手線[注釈 3]（阪和線） - 1944年（昭和19年）5月1日国有化 - 9形式75両
- 宮城電気鉄道（仙石線） - 1944年（昭和19年）5月1日国有化 - 11形式28両（宮城電気鉄道発注車を戦後、国鉄が購入した1形式4両を含む）

## 買収国電の形式称号
国有鉄道に編入された電車のうち戦前に買収された3社の車両については、直ちに鉄道省式の形式番号が与えられたが、戦時買収によるものは当時の形式称号規程による空き形式がほとんどなかったこともあり、私鉄時代の番号のまま使用され同番号の車両が複数存在したことがあった。これらの買収国電に国鉄形式が与えられたのは1953年（昭和28年）6月の規程改正時のことであるが（詳細は国鉄旧形電車の車両形式#1953年（昭和28年）車両称号規程を参照）、中には国鉄形式を与えられないまま廃車となったものもあった。
戦時買収により国有鉄道籍となった車両の中には、かつて国有鉄道から払い下げられたものもあったが、これらも国有鉄道時代の形式、番号に戻されることなく、私鉄時代の形式、番号のまま使用された。1953年（昭和28年）6月の称号規程改正時には、鋼体化されたもののみが残存していた。

## 買収国電の淘汰
各私鉄からの引継ぎ車はほとんどが小型低出力のもので、形態や制御方式も雑多なうえ、国鉄制式電車と比較しても見劣りのするものであった。戦時中こそ、輸送力確保のために第一線で使用されたが、国鉄制式の17 m車が63系電車の増備により、こうした地方電化ローカル線に転出するに及び、国鉄の規格から外れた買収国電は国鉄の標準機器に更新されたり、順次輸送力不足に悩む私鉄に譲渡されるなどした。こうして昭和30年代後半にはほとんどの買収国電が処分された。
その例外であったのは南海鉄道からの編入車（阪和形電車）で、これらは全鋼製車体と大出力主電動機を装備した、国鉄制式電車を凌駕する性能を持ち、1959年（昭和34年）12月には、国鉄制式の形式番号が与えられ、国鉄制式車に伍して1960年代後半まで旅客用に第一線で使用された。
旅客用から退いた後も、事業用（一部は営業用形式のまま事業用代用）として少数が使用され、特に救援車となったものは、国鉄最末期の1984年（昭和59年）まで国鉄に在籍した。

## 私鉄・第三セクターからJRへの編入車両（参考）
本項目の定義からは外れるが、1987年（昭和62年）の国鉄分割民営化後において、下記のように私鉄・第三セクター鉄道籍の電車がJR各社に売却・編入されるケースが発生している。いずれも旅客鉄道会社との共通設計で第三セクター鉄道会社が製造した車輛である。
- 東京臨海高速鉄道70-000形 → 東日本旅客鉄道（JR東日本）209系3100番台（編成組み換えに伴う余剰車6両。2005年）
- 北越急行 → 西日本旅客鉄道（JR西日本）681系2000番台・683系8000番台（北陸新幹線開業による特急「はくたか」の運行終了に伴う余剰車27両。2015年）